# Odontotrema cuculare
Odontotrema cuculare är en lavart som först beskrevs av Norman, och fick sitt nu gällande namn av Paul Diederich. Odontotrema cuculare ingår i släktet Odontotrema, och familjen Odontotremataceae. Arten är reproducerande i Sverige.